# Кіндрашівська сільська рада
Кіндраші́вська сільська́ ра́да — адміністративно-територіальна одиниця та орган місцевого самоврядування в Куп'янському районі Харківської області. Адміністративний центр — село Кіндрашівка.

## Загальні відомості
- Кіндрашівська сільська рада утворена в 1923 році.
- Територія ради: 74,73 км²
- Населення ради: 1 837 осіб (станом на 2001 рік)

## Населені пункти
Сільській раді були підпорядковані населені пункти:
- с. Кіндрашівка
- с. Голубівка
- с. Калинове
- с. Мала Шапківка
- с. Московка
- с. Радьківка
- с. Соболівка
- с. Тищенківка

## Склад ради
Рада складалася з 16 депутатів та голови.
- Голова ради: Грабар Борис Миколайович
- Секретар ради: Подобєд Лідія Миколаївна

### Керівний склад попередніх скликань
| Прізвище, ім'я, по батькові | Основні відомості                                                             | Дата обрання | Дата звільнення |
| --------------------------- | ----------------------------------------------------------------------------- | ------------ | --------------- |
| Шевченко Людмила Іванівна   | Сільський голова, 1970 року народження, позапартійна                          | 26.03.2006   | 22.01.2007      |
| Грабар Борис Миколайович    | Сільський голова, 1958 року народження, освіта незакінчена вища, безпартійний | 17.06.2007   | 31.10.2010      |
| Грабар Борис Миколайович    | Сільський голова, 1958 року народження, освіта незакінчена вища               | 31.10.2010   |                 |

Примітка: таблиця складена за даними сайту Верховної Ради України

### Депутати
За результатами місцевих виборів 2010 року депутатами ради стали:

#### За суб'єктами висування
| Суб'єкт висування                                       | Кількість обраних депутатів | %    |
| ------------------------------------------------------- | --------------------------- | ---- |
| Партія регіонів                                         | 11                          | 68,8 |
| Самовисування                                           | 3                           | 18,8 |
| Політична партія Всеукраїнське об'єднання «Батьківщина» | 2                           | 12,5 |

#### За округами
| № округу                                                | Прізвище, ім'я, по батькові   | Дата визнання обраним | Освіта             | Партійна приналежність                        | Відомості про обраного депутата                                          |
| ------------------------------------------------------- | ----------------------------- | --------------------- | ------------------ | --------------------------------------------- | ------------------------------------------------------------------------ |
| Партія регіонів                                         |                               |                       |                    |                                               |                                                                          |
| 1                                                       | Наконечна Марина Павлівна     | 01.11.2010            | вища               | член Партії регіонів                          | Кіндрашівська загальноосвітня школа І-ІІІ ст., вчитель початкових класів |
| 2                                                       | Фатюшина Тетяна Вікторівна    | 01.11.2010            | вища               | член Партії регіонів                          | Кіндрашівськасільська рада, спеціаліст II категорії                      |
| 5                                                       | Сущенко Леонід Валерійович    | 01.11.2010            | середня спеціальна | член Партії регіонів                          | ЗАО Куп'янський МКК, слюсар-лаштувальник                                 |
| 7                                                       | Каменєва Наталя Яківна        | 01.11.2010            | середня спеціальна | член Партії регіонів                          | пенсіонер                                                                |
| 9                                                       | Григорова Галина Віталіївна   | 01.11.2010            | середня спеціальна | член Партії регіонів                          | ЗАТ "Агрофірма «8 Березня», головний бухгалтер                           |
| 10                                                      | Подобєд Лідія Миколаївна      | 01.11.2010            | вища               | член Партії регіонів                          | Кіндрашівськасільська рада, секретар                                     |
| 11                                                      | Волчек Олеся Казимирівна      | 01.11.2010            | вища               | член Партії регіонів                          | Торговельний павільйон с. Московка, продавець                            |
| 12                                                      | Клименко Ніна Сергіївна       | 01.11.2010            | середня спеціальна | член Партії регіонів                          | Поштове відділення с. Московка, началь-ник поштово-говідді-лення         |
| 13                                                      | Костюк Галина Іванівна        | 01.11.2010            | середня спеціальна | член Партії регіонів                          | тимчасово не працює                                                      |
| 14                                                      | Трофімов Іван Степанович      | 01.11.2010            | середня            | член Партії регіонів                          | пенсіонер                                                                |
| 16                                                      | Повелиця Любов Олексіївна     | 01.11.2010            | середня спеціальна | член Партії регіонів                          | ЗАТ "Агрофірма «8 Березня», інспектор відділу кадрів                     |
| Політична партія Всеукраїнське об'єднання «Батьківщина» |                               |                       |                    |                                               |                                                                          |
| 3                                                       | Смоляков Віктор Олександрович | 01.11.2010            | середня спеціальна | член Всеукраїнського об'єднання «Батьківщина» | пенсіонер                                                                |
| 6                                                       | Котенко Анатолій Петрович     | 01.11.2010            | вища               | член Всеукраїнського об'єднання «Батьківщина» | ВКПФ «Престиж», директор                                                 |
| Самовисування                                           |                               |                       |                    |                                               |                                                                          |
| 4                                                       | Москаленко Анатолій Федорович | 01.11.2010            | середня спеціальна | позапартійний                                 | ЗАТ "Агрофірма «8 Березня», генеральний директор                         |
| 8                                                       | Казарєзова Наталія Іванівна   | 01.11.2010            | вища               | член Всеукраїнського об'єднання «Батьківщина» | Кіндрашівська сільська бібліотека, бібліоте-кар                          |
| 15                                                      | Мигалко Наталія Миколаївна    | 17.04.2011            | середня            | позапартійна                                  | Куп'янський районний територіальний центр, соціальний працівник          |